# Walter Flemming (Künstler)
Ernst Walter Flemming (* 8. September 1896 in Altenburg; † 24. Dezember 1977 in Dresden) war ein deutscher Metallgestalter, Goldschmied, Bildhauer und Restaurator.

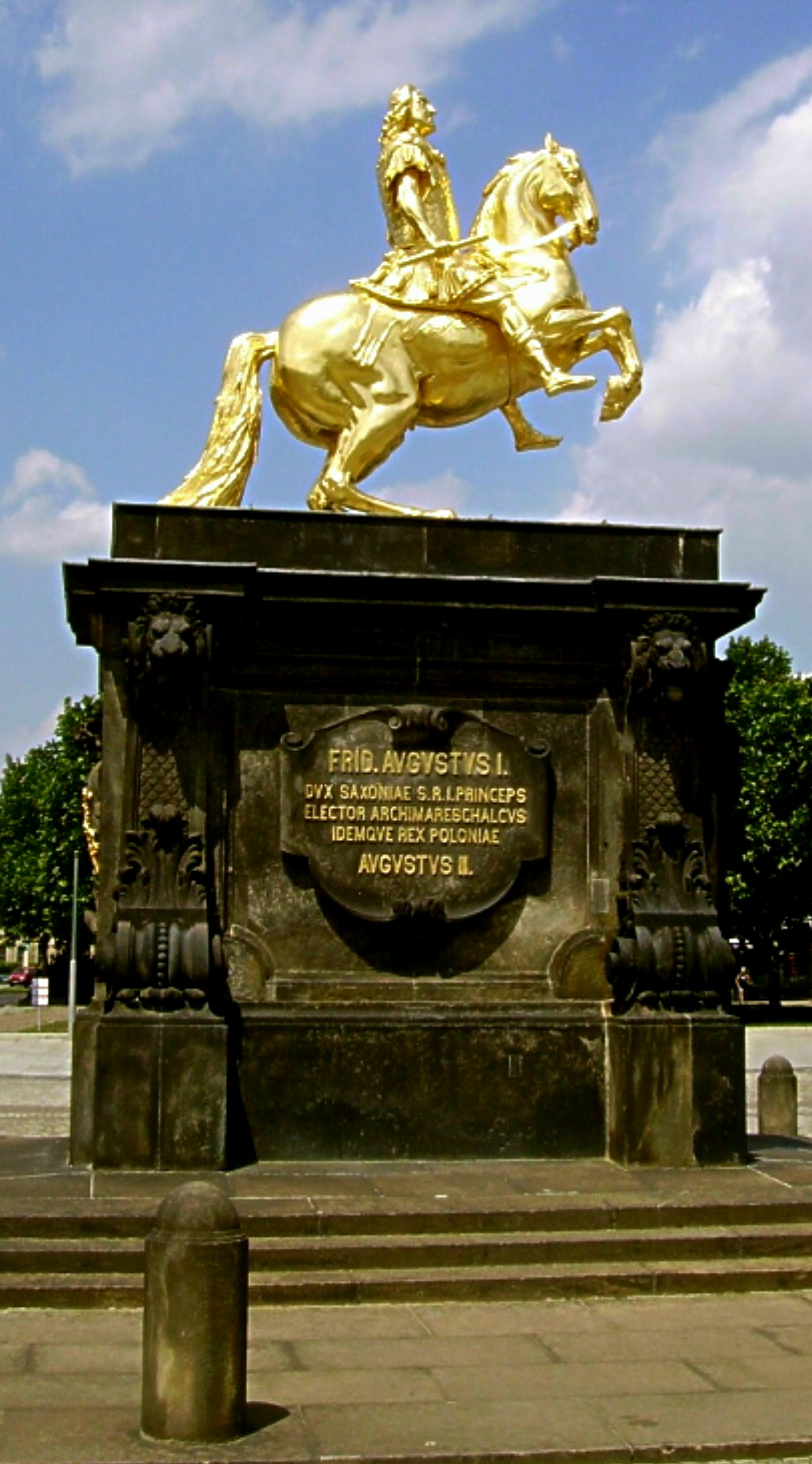
Goldener Reiter, 1956 restauriert von W. Flemming

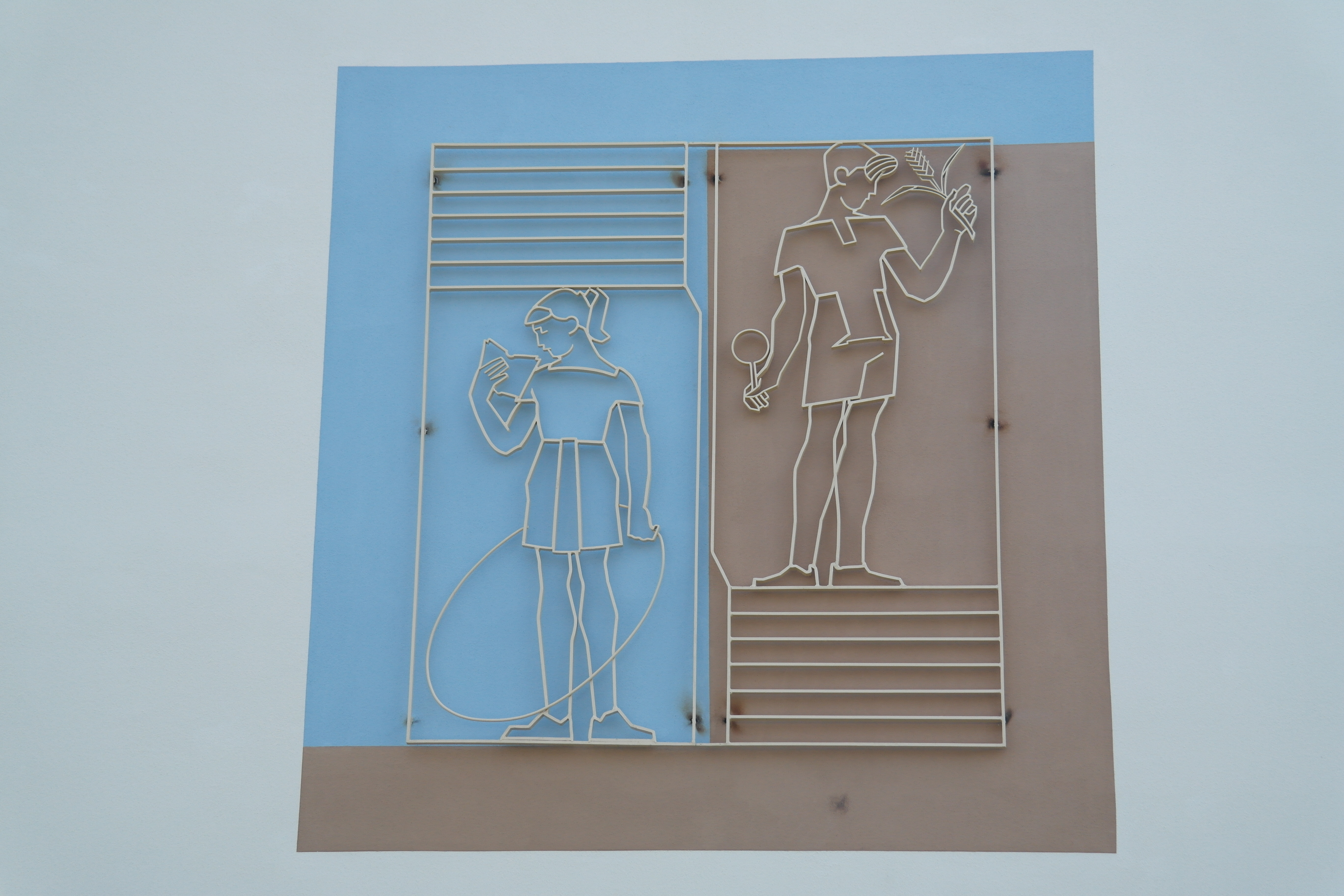
Metallrelief Schulkinder an der Johann-Amos-Comenius-Schule, Dresden

## Leben und Wirken
Walter Flemming wurde am 8. September 1896 in Altenburg als Sohn des Müllers Adelbert Flemming geboren. Von 1903 bis 1911 besuchte er die dortige Volksschule und begann auf Grund seiner zeichnerischen Begabung 1911 eine Lehre als Ziseleur und Graveur (bis 1915). Von einem Förderer erhielt er ein Ehrenstipendium und konnte anschließend ein Studium an der Dresdner Kunstakademie absolvieren. Flemming war Meisterschüler bei Karl Groß und schloss sein Studium mit der bronzenen und silbernen Ehrenmedaille der Kunstakademie ab.
Von 1923 bis 1924 war er an der Hochschule für Gestaltung Schwäbisch Gmünd tätig. Bald reiste er wieder nach Dresden und war von 1925 bis 1945 Assistent und später Leiter der Metallwerkstatt an der Kunstgewerbeschule Dresden. Nach dem Krieg war er freischaffend in Dresden tätig. Sein Hauptwerk war die Restaurierung und Wiederaufstellung des Goldenen Reiters in Dresden. Er arbeitete als Dozent an der Hochschule für Bildende Künste Dresden. Er spendete das Altarkreuz für die Begräbniskapelle an der Briesnitzer Kirche.
Flemming starb 1977 in Dresden und wurde auf dem Kirchfriedhof in Dresden-Briesnitz beigesetzt. Sein Atelier übernahm sein Schwiegersohn Wilhelm Landgraf.

## Ehrungen
- 1923: Bronzene und Silberne Ehrenmedaille der Kunstakademie Dresden.

## Werke

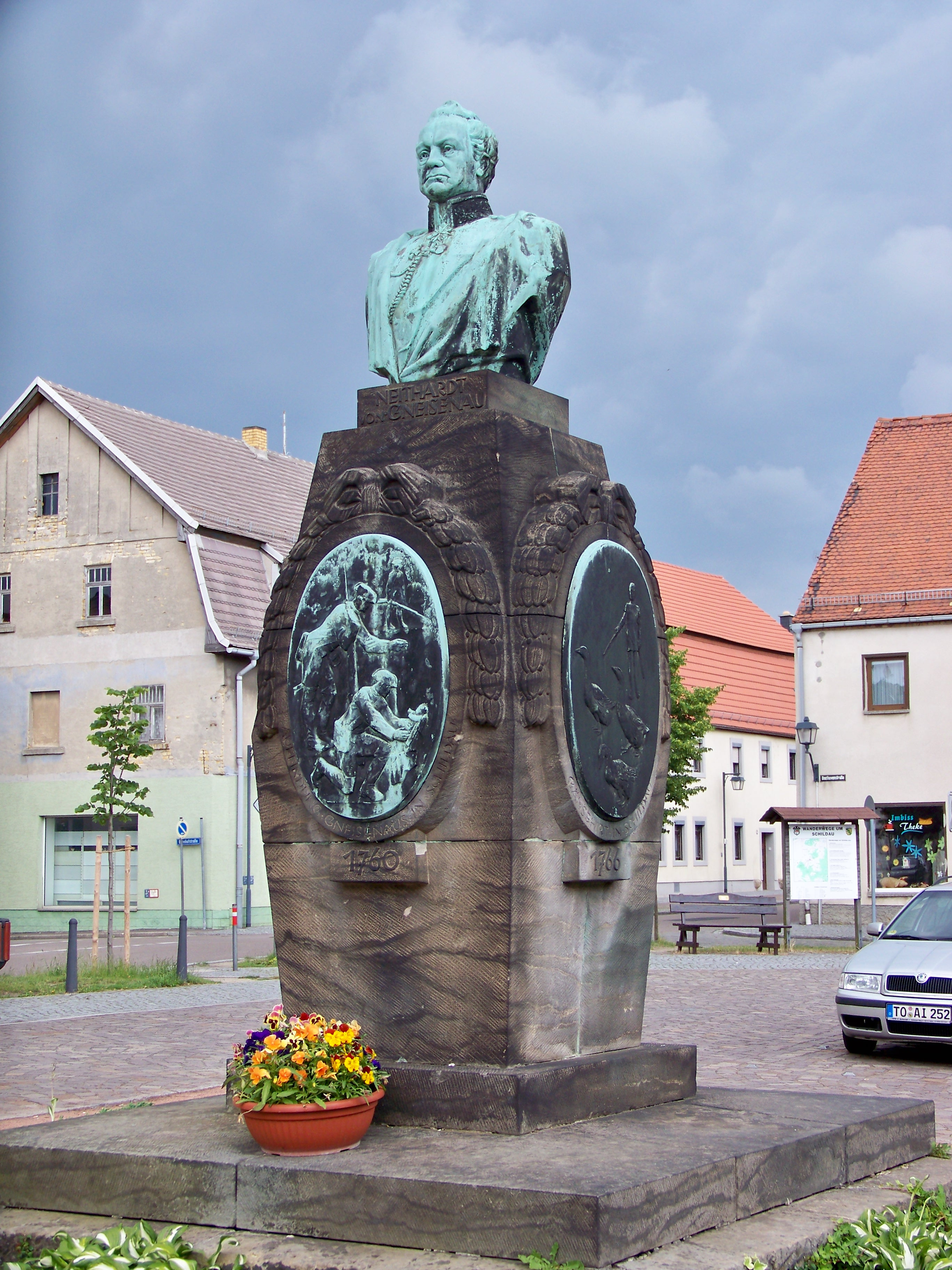
Gneisenaudenkmal in Schildau

- 1937: Goethefigur für den Innenhof der Biblioteca Ambrosiana in Mailand
- 1938: Bronzebüste Vincenzo Erranto für die Biblioteca Ambrosiana in Mailand
- 1948–53: Mitarbeit in der Zwingerbauhütte an sämtlichen Kupferarbeiten bei der Wiederherstellung des Zwingers in Dresden, Kronentor
- 1950: Herstellung eines neuen Taufsteins für die Kirche in Klitten
- 1952–53: Wandrelief an der Leipziger FH für Telekommunikation
- 1953: Sandsteinfigur Jasan, Attikafigur im Giebel des Mittelbaues der Humboldt-Universität in Berlin, zusammen mit dem Bildhauer Wilhelm Landgraf
- 1953–56: Wiederherstellung des Reiterstandbildes Augusts des Starken in Dresden
- 1954–55: Carl-Maria-von-Weber-Fries am Erker des Studentenwohnheim Güntzstraße 28/28a in Dresden[4]
- 1955: Figurengruppe Opfer des Faschismus zusammen mit Arnd Wittig nach Entwurf von Eugen Hoffmann in Dresden
- 1955: künstlerische Ausgestaltung des Cafés Prag am Altmarkt in Dresden
- 1959: Giebelgestaltung Schulkinder, der 6. Mittelschule Dresden „Johann Amos Comenius“, Fetscherstraße 2, Ausführung Firma K. Bergmann, Dresden in Dresden[4]
- 1960: Bronzebüste von August Neidhardt von Gneisenau mit vier Reliefmedaillons am Sockel in Schildau (Kreis Torgau)
- 1961: Sanierung und Neuaufstellung des Gänsediebbrunnens in Dresden mit der Fa. Bergmann
- 1962: Herstellung neuer Kelche für die Kirche in Thekla, Leipzig
- 1962: Sandsteinfigur Mars in der Attika im Giebel des Mittelbaues der Berliner Humboldt-Universität zusammen mit dem Bildhauer Wilhelm Landgraf
- 1966: Sanierung und Neuaufstellung des Dinglingerbrunnens in Dresden mit dem Bildhauer Werner Hempel
- 1966: Neuherstellung der Goldenen Zunge und der Bekrönenden Kugel für den Dinglingerbrunnen
- 1968: Neue Taufgefäße für die Kirche in Oberwiesenthal
- 1973: Restaurierung des 1858 von Johann Friedrich Drake geschaffenen Hanfried-Denkmals in Jena[5]